# Isotomurus fucicola
Isotomurus fucicola är en urinsektsart som först beskrevs av Schött 1893.  Isotomurus fucicola ingår i släktet Isotomurus, och familjen Isotomidae. Arten är reproducerande i Sverige.